# Luigi Maria Rezzi
Luigi Maria Rezzi (Piacenza, 17 luglio 1785 – Roma, 23 gennaio 1857) è stato un filologo, bibliotecario e traduttore italiano.

## Biografia
Entrato nella Compagnia di Gesù nel 1803, ne fu cacciato nel 1820 a causa delle sue idee progressiste e divenne bibliotecario alla Biblioteca Barberiniana (1820-36) e alla Corsiniana  (dal 1836). Insegnò quindi alla Sapienza.
Rezzi fu fautore dell'Unità d'Italia, sulle posizioni neoguelfe di Gioberti. Nel 1849 aderì alla Repubblica Romana: fu deputato di Roma e mediatore tra rivoluzionari e papato. Il 6 dicembre 1849 fu uno dei consiglieri che si recarono a Gaeta con l'intenzione di trattare con Pio IX che vi si era rifugiato. La sua attività spiacque alle autorità pontificie e, restaurato il governo papale nel 1850, Rezzi fu allontanato dall'insegnamento pubblico. Continuò la sua attività di letterato e di filologo come insegnante privato: rappresentò in tal modo per Roma quello che Basilio Puoti fu per Napoli: un maestro in grado, grazie al suo insegnamento, di condurre gli allievi a un effettivo approfondimento degli studi di linguistica e di filologia.
Svolse un'intensa attività di filologo e studioso della lingua italiana. Curò fra l'altro la traduzione delle Odi di Orazio e di alcune orazioni di Cicerone. Pubblicò testi poetici volgari e saggi eruditi. Fu l'ispiratore dei cosiddetti Poeti della Scuola romana. Accolto nell'Accademia della Crusca nel 1852, fu un purista il quale riteneva che la lingua da imitare fosse quella dei toscani del Trecento ma, a differenza di altri puristi, riteneva che il lessico dovesse essere basato sull'effettivo uso nei trecentisti.
Domenico Gnoli racconta che, prima di morire, Rezzi ha sussurrato: Spero di incontrare Marco Tullio in Paradiso.